# Бювет

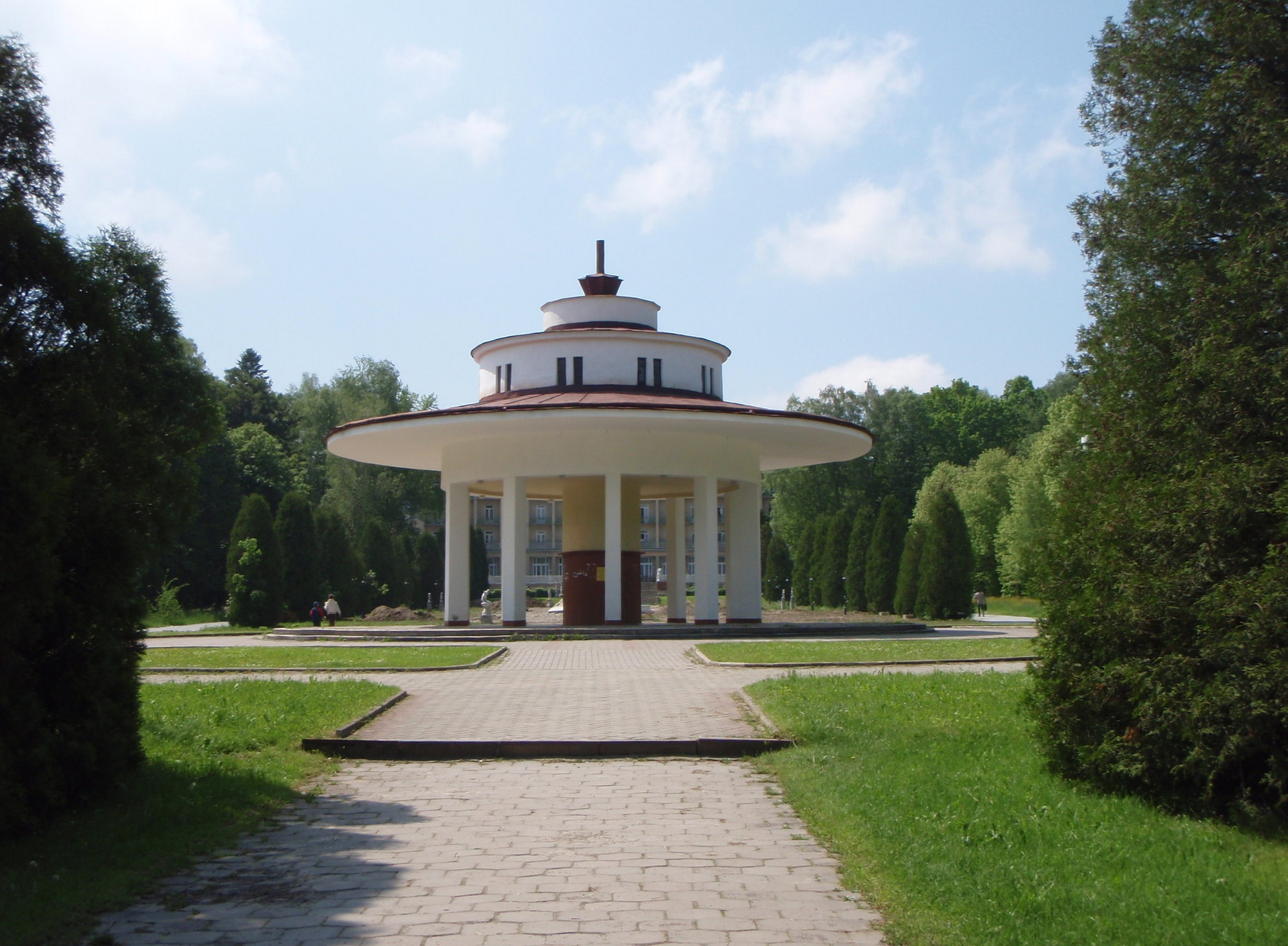
Моршин. Старий бювет мінеральних вод

Слов'янськ, Донецька область. Славкурорт. Бювет мінеральних вод.

Бюве́т (фр. buvette, від boire — «пити») — спеціальна споруда біля виходу мінерального джерела на поверхню землі. Призначена для проведення питного лікування мінеральними водами; завершальна частина каптажу. Бювет повинен забезпечувати збереження лікувальних властивостей води, охороняти її від забруднення та створювати необхідні зручності для користування. Іноді бювет холодних мінеральних джерел влаштовується із пристосуванням для підігріву води.
Часто бювет влаштовують у спеціальних питних галереях.

## Функції та особливості
Бювети є ключовим елементом бальнеологічних курортів, де основним лікувальним фактором є прийом мінеральних вод. Такі споруди дозволяють організувати централізовану та контрольовану подачу води безпосередньо з джерела, що є критично важливим для збереження її лікувальних властивостей. Деякі мінеральні води, як-от «Нафтуся», втрачають свої властивості при контакті з повітрям, тому їх необхідно вживати безпосередньо в бюветі або поблизу нього.
У сучасних бюветах вода може подаватися з різною температурою (підігрітою або охолодженою), а також дозуватися автоматично. На початку XX століття таких споруд було мало, що призводило до великих черг, але з розвитком інфраструктури курортів бювети стали більш комфортними та доступними.

## Бювети в Україні
На території України функціонує кілька сотень джерел мінеральних вод, на базі яких створено бальнеологічні курорти з власними бюветами. Більшість з них зосереджена в Карпатському регіоні, а також у центральній та південній частинах країни.
Найвідомішими курортами України з бюветами є:
- Трускавець — найвідоміший бальнеологічний курорт України, знаменитий унікальною водою «Нафтуся». У місті діють центральні бювети, а також мінібювети в багатьох санаторіях та готелях, таких як «Ріксос-Прикарпаття», «Міротель», «Женева», «Лісова пісня»[2][1].
- Східниця — курорт, відомий своїми джерелами мінеральних вод, схожих за складом на «Нафтусю», а також залізистими водами та водами типу «Боржомі»[1].
- Моршин — популярний курорт з кількома джерелами, зокрема з якого видобувають відому столову воду «Моршинська»[1].
- Свалява та навколишні села (Солочин, Поляна) — регіон, багатий на джерела вуглекислих гідрокарбонатно-натрієвих вод, таких як «Поляна Квасова», «Поляна Купель» та «Лужанська»[1].
- Шаян — курортна зона, відома джерелами вуглекислих вод «Шаянська-242» та «Шаянська-4»[1].
- Миргород — курорт у Полтавській області, відомий своєю хлоридно-натрієвою водою «Миргородська»[2][1].
- Хмільник — курорт у Вінницькій області, унікальний своїми родовищами радонових мінеральних вод, які використовуються переважно для зовнішніх процедур (ванн, зрошень)[1].
- Сатанів — курорт у Хмельницькій області на Збручанському родовищі мінеральних вод, аналогічних трускавецькій «Нафтусі»[1].

Доступ до бюветів може бути як безкоштовним (у міських бюветах, як у Трускавці), так і платним або включеним у вартість проживання та лікування в санаторіях.